# La Table du roi (Clavel)
Pour les articles homonymes, voir Table du Roi.
La Table du roi est un roman de Bernard Clavel paru en 2003 aux éditions Albin Michel, puis en collection de poche aux éditions Pocket en 2005  (ISBN 2-266-13805-7).

(La Courbatière, septembre 2002)

## Présentation
On retrouve dans ce roman la plupart des grands thèmes chers à Bernard Clavel et qui parcourent toute son œuvre.
D'abord, la guerre et la paix, le recours à la violence avec cette citation de George Bernard Shaw : « Jusqu'à la fin des temps, le meurtre engendrera le meurtre, toujours au nom du droit, de la justice, de l'honneur et de la paix, jusqu'à ce qu'enfin la soif des dieux soit rassasiée et qu'ils créent une race qui comprenne. »

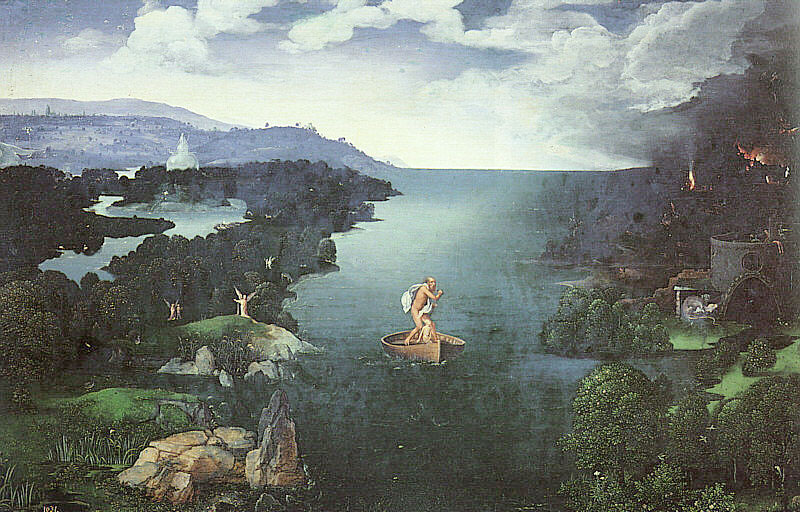
Caron, le nautonier des Enfers

Et là aussi, malgré le bouillonnement des eaux furieuses, on pourrait dire pour reprendre ce titre d'Anatole France que les  dieux ont soifs et comme Sophocle, que « la nature renferme des forces bien redoutables, mais aucune plus redoutables que l'homme. ».
La fureur de Rhône dont la crue provoque des tourbillons autour de la Table du roi, l'énorme rocher planté dans le fleuve, va se conjuguer à la fureur des hommes en lutte pour le pouvoir, pour faire de la vie de ces pauvres gens un véritable enfer.
Bernard Clavel reprend également cette citation de Gaston Bachelard, qu'il aimait particulièrement : « La barque de Charon va toujours aux Enfers. Il n'y a pas de nautonier du bonheur. »

## Résumé

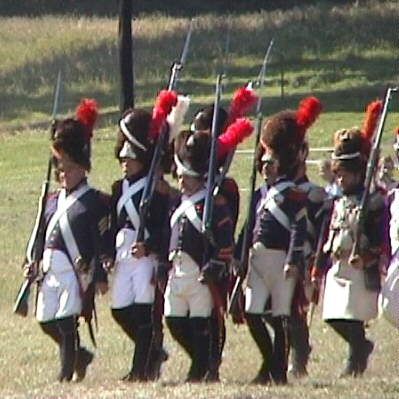
Les Cent-Jours : grenadiers

La table du roi, c'est un rocher mythique fiché au milieu du Rhône entre Lyon et Valence. Par temps de basses eaux, la roche affleure, dépasse le niveau des eaux et montre sa face entièrement plate où pourraient manger les elfes et les sylphides. Au printemps, à la fonte des neiges, il est particulièrement dangereux, les eaux furieuses du fleuve venant gifler la roche et provoquant de larges et profonds remous très dangereux pour les embarcations se trouvant à proximité.
C'est dans ce contexte que Bernard Clavel nous conte l'histoire de ces bateliers coincés contre la terrible table du roi, prisonniers tant que les cieux ne se seront pas calmés. Lucie, la fille, son père Mathias, veuf petit de taille mais large et épais avec d'énormes mains toutes jaspées de taches brunes, Rochard son second, le 'prouvier' comme on dit ici, et les hommes d'équipage attendent, inquiets, sur le bateau que se calment la tempête et la colère du fleuve. C'était encore le temps de la batellerie en bois où les hommes et leur embarcations étaient contraints par la fureur des éléments, à la merci des crues du fleuve qu'ils redoutaient par-dessus tout.
Comme si ces éléments déchaînés ne suffisaient pas, les hommes s'en mêlent aussi. Tout se passe en une nuit terrible sur un fleuve en furie : Napoléon vient de débarquer à Golfe-Juan et la nouvelle remonte la vallée du Rhône. Arrivent des soldats de l'Empire et des policiers fidèles au roi et quelques heures suffiront pour sceller le sort de ces bateliers qui, sans le savoir bien sûr, vont à la rencontre de l'Histoire. C'est une époque troublée faite de menaces de guerre civile, ceux qui sont pour le roi, ceux qui soutiennent l'empire, les républicains, tout se mélange et ces querelles vont finir par rattraper Mathias et Lucie sur leur bateau bloqué au milieu du Rhône.
Anne-Marie Koenig écrira dans Le Magazine littéraire : « un huis clos parfait. »